# ATP Challenger Bangalore-2
Der ATP Challenger Bangalore (offiziell: Indian Oil Servo ATP Challenger) war ein Tennisturnier, das von 1991 bis 2003 in Bangalore, Indien, stattfand. Es gehörte zur ATP Challenger Tour und wurde im Freien auf Sand gespielt.

## Liste der Sieger

### Einzel
| Jahr                         | Sieger          | Finalgegner            | Ergebnis      |
| ---------------------------- | --------------- | ---------------------- | ------------- |
| 2003                         | Grégory Carraz  | Gilles Elseneer        | 6:4, 7:64     |
| 1994–2002: nicht ausgetragen |                 |                        |               |
| 1993                         | Andrea Gaudenzi | Srinivasan Vasudevan   | 6:1, 6:4      |
| 1992                         | Mario Visconti  | Ettore Rossetti        | 6:4, 6:3      |
| 1991                         | Frank Dennhardt | Wladimer Gabritschidse | 3:6, 6:4, 6:4 |

### Doppel
| Jahr                         | Sieger                                    | Finalgegner                         | Ergebnis      |
| ---------------------------- | ----------------------------------------- | ----------------------------------- | ------------- |
| 2003                         | Rodolphe Cadart Grégory Carraz            | Yves Allegro Jean-François Bachelot | 6:4, 6:4      |
| 1994–2002: nicht ausgetragen |                                           |                                     |               |
| 1993                         | Donald Johnson Leander Paes               | Sean Cole Andrei Merinow            | 6:4, 6:3      |
| 1992                         | Nick Brown Andrew Foster                  | Xavier Daufresne César Kist         | 7:6, 3:6, 7:5 |
| 1991                         | Wladimer Gabritschidse Mihnea-Ion Năstase | Sean Cole Martin Zumpft             | 2:6, 7:5, 6:3 |